# Liste des œuvres d'art de la Sarthe
Cet article vise à recenser les œuvres d'art dans l'espace public de la Sarthe, en France.

## Liste
Les œuvres sont classées par ordre alphabétique de communes et, au sein de celles-ci, par ordre chronologique d'installation, dans la mesure des informations disponibles.

### Sculptures
| Œuvre                                      | Auteur                          | Commune                 | Localisation                                           | Notes | Installation                           | Coordonnées                            | Illustration |
| ------------------------------------------ | ------------------------------- | ----------------------- | ------------------------------------------------------ | --- | -------------------------------------- | -------------------------------------- | --- |
| Statue de Pierre Belon                     | Cyrille Poulain et Denis Huneau | Cérans-Foulletourte     | Sur la place Pierre-Belon                              | Représente Pierre Belon. L'originale de 1891 réalisée par Anaïs Loriot est fondue en 1942, dans le cadre de la mobilisation des métaux non ferreux.                                                                               | 1992                                   | 47° 49′ 38″ nord, 0° 04′ 30″ est       | Image manquante |
| Buste du docteur Henri Lemonnier,          | Dégoulet                        | Château-du-Loir         | Dans le square en face de la place Lemonnier           | L'original érigé en 1920 est fondu sous le régime de Vichy, dans le cadre de la mobilisation des métaux non ferreux. Il avait été initialement érigé sur la place de l'hôtel de ville en 1903.                                    | 1947                                   | à géolocaliser                         | Image manquante |
| Statue de la Vierge à l'enfant             | À déterminer                    | Courcival               | Intersection de la RD 19 et de la RD 143               | | À déterminer                           | à géolocaliser                         | Image manquante |
| Monument au général Leclerc                | À déterminer                    | Juillé                  | À déterminer                                           | Représente Philippe Leclerc de Hauteclocque. | À déterminer                           | à géolocaliser                         | Monument au général Leclerc |
| Statue de Jeanne d'Arc                     | À déterminer                    | La Chartre-sur-le-Loir  | Au sommet de la tour Jeanne-d'Arc                      | | 1918                                   | 47° 43′ 40″ nord, 0° 34′ 21″ est       | Image manquante |
| Statue d'Henri IV                          | Jean-Marie Bonnassieux          | La Flèche               | Sur la place Henri-IV                                  | Représente Henri IV. | 1857                                   | 47° 41′ 58″ nord, 0° 04′ 31″ ouest     | Statue d'Henri IV |
| Buste de Léo Delibes,                      | Laurent Marqueste               | La Flèche               | Dans le square Léo-Delibes, promenade du maréchal Foch | Représente Léo Delibes. Lakmé (allégorie féminine devant le monument) est fondue sous le régime de Vichy, dans le cadre de la mobilisation des métaux non ferreux. Une allégorie de remplacement identique est installée en 2000. | 1899                                   | 47° 41′ 52″ nord, 0° 04′ 32″ ouest     | Image manquante |
| Buste de Jérôme Le Royer de La Dauversière | À déterminer                    | La Flèche               | Dans le parc des Carmes                                | Représente Jérôme Le Royer de La Dauversière. | À déterminer                           | à géolocaliser                         | Buste de Jérôme Le Royer de La Dauversière |
|                                            |                                 | Le Mans                 | Voir la liste des œuvres d'art du Mans                 | Voir la liste des œuvres d'art du Mans | Voir la liste des œuvres d'art du Mans | Voir la liste des œuvres d'art du Mans | Voir la liste des œuvres d'art du Mans |
| Cheminement de sphères                     | Michèle Goalard                 | Mamers                  | Cité scolaire                                          | | 1972                                   | 48° 21′ 01″ nord, 0° 21′ 40″ est       | Cheminement de sphères |
| Buste de Eudes de Mézeray                  | À déterminer                    | Mézeray                 | À déterminer                                           | Représente Eudes de Mézeray. | 1886                                   | à géolocaliser                         | Image manquante |
| Buste d'Alphonse Poitevin,                 | À déterminer                    | Saint-Calais            | Sur la place du Mail                                   | Représente Alphonse Poitevin. L'original en bronze de 1883 réalisé par Charles Gauthier est fondu sous le régime de Vichy, dans le cadre de la mobilisation des métaux non ferreux.                                               | À déterminer                           | à géolocaliser                         | Buste d'Alphonse Poitevin« Monument à Louis Poitevin à Saint-Calais », sur À nos grands hommes,« Monument à Louis Poitevin à Saint-Calais », sur e-monumen |
| Buste de la République                     | À déterminer                    | Saint-Calais            | Au bord de la rue Sadi-Carnot                          | | À déterminer                           | 47° 55′ 12″ nord, 0° 44′ 41″ est       | Image manquante |
| Statue de la Vierge                        | À déterminer                    | Sainte-Jamme-sur-Sarthe | Au bord de la RD 38                                    | | À déterminer                           | à géolocaliser                         | Statue de la Vierge |
| Statue de la Vierge de Lourdes couronnée   | Mathurin Moreau                 | Souligné-sous-Ballon    | Intersection de la Grande-rue et de la RD 300          | | À déterminer                           | à géolocaliser                         | Statue de la Vierge de Lourdes couronnée« Vierge de Lourdes couronnée à Souligné-sous-Ballon », sur e-monumen                                              |

### Monuments aux morts
| Œuvre                                                    | Auteur                               | Commune                 | Localisation | Notes                                                     | Installation                           | Coordonnées                            | Illustration                               |
| -------------------------------------------------------- | ------------------------------------ | ----------------------- | --- | --------------------------------------------------------- | -------------------------------------- | -------------------------------------- | ------------------------------------------ |
| Poilu au repos (monument aux morts)                      | Copie d'après Étienne Camus          | Champfleur              | Au bord de la rue de l'Église (RD 55), devant l'église Saint-Martin                                                                         |                                                           | À déterminer                           | 48° 23′ 11″ nord, 0° 07′ 33″ est       | Monument aux morts de Champfleur           |
| Monument aux morts                                       | Ernest Hiron                         | Cormes                  | Sur la place Saint-Denis, à l'intersection de la rue Henri-Poussin (RD 42) et de la rue de Saint-Segré (RD 7), près de l'église Saint-Denis |                                                           | 1923                                   | 48° 10′ 10″ nord, 0° 42′ 15″ est       | Monument aux morts de Cormes               |
| Monument aux soldats morts le 10 août 1944               | À déterminer                         | Doucelles               | À déterminer | Le médaillon représente Philippe Leclerc de Hauteclocque. | À déterminer                           | à géolocaliser                         | Monument aux soldats morts le 10 août 1944 |
| Poilu au repos (monument aux morts)                      | Copie d'après Étienne Camus          | Flée                    | Rue de la Forge (RD 61) |                                                           | À déterminer                           | 47° 44′ 01″ nord, 0° 27′ 09″ est       | Image manquante                            |
| Monument aux morts                                       | François Cogné                       | Fresnay-sur-Sarthe      | Sur la place Pasteur, au bord de la rue Aristide-Briand                                                                                     |                                                           | 1924                                   | 48° 16′ 48″ nord, 0° 01′ 20″ est       | Monument aux morts de Fresnay-sur-Sarthe   |
| Monument aux morts                                       | Pierre Le Feuvre                     | Gesnes-le-Gandelin      | Sur la place de l'Église, au bord de la RD 56                                                                                               |                                                           | 1924                                   | 48° 21′ 20″ nord, 0° 00′ 56″ est       | Monument aux morts de Gesnes-le-Gandelin   |
| Poilu au repos (monument aux morts)                      | Copie d'après Étienne Camus          | La Chartre-sur-le-Loir  | Dans le cimetière |                                                           | À déterminer                           | à géolocaliser                         | Image manquante                            |
| La Résistance (monument aux morts)                       | Copie d'après Charles-Henri Pourquet | Laigné-en-Belin         | À côté de l'église Saint-Martin |                                                           | À déterminer                           | à géolocaliser                         | La Résistance (monument aux morts)         |
| Monument aux morts                                       | Robert Gaullier                      | Le Lude                 | Sur la place François-de-Nicolaÿ, en face de la mairie                                                                                      |                                                           | 1921                                   | 47° 38′ 50″ nord, 0° 09′ 25″ est       | Monument aux morts du Lude                 |
|                                                          |                                      | Le Mans                 | Voir la liste des œuvres d'art du Mans | Voir la liste des œuvres d'art du Mans                    | Voir la liste des œuvres d'art du Mans | Voir la liste des œuvres d'art du Mans | Voir la liste des œuvres d'art du Mans     |
| Monument aux morts,                                      | Raymond Corbin                       | Mamers                  | Sur la place de la République, au bord de la rue Albert-Roullée                                                                             | Érigé sur la place Carnot en 1923.                        | 1984                                   | 48° 20′ 57″ nord, 0° 22′ 07″ est       | Monument aux morts de Mamers               |
| Monument aux morts                                       | À déterminer                         | Meurcé                  | À côté de l'église |                                                           | À déterminer                           | à géolocaliser                         | Monument aux morts                         |
| Poilu écrasant l'aigle allemand (d) (monument aux morts) | Copie d'après Charles-Henri Pourquet | Saint-Calais            | Au bord de la rue Sadi Carnot |                                                           | 1920                                   | 47° 55′ 13″ nord, 0° 44′ 41″ est       | Monument aux morts de Saint-Calais         |
| Poilu au repos (monument aux morts)                      | Copie d'après Étienne Camus          | Saint-Corneille         | Au bord de la Grande Rue (RD 20), devant la poste                                                                                           |                                                           | À déterminer                           | 48° 03′ 59″ nord, 0° 20′ 39″ est       | Image manquante                            |
| Monument aux morts                                       | À déterminer                         | Saint-Jean-d'Assé       | Sur la place de la Mairie |                                                           | À déterminer                           | 48° 09′ 02″ nord, 0° 07′ 10″ est       | Monument aux morts de Saint-Jean-d'Assé    |
| Monument aux morts                                       | À déterminer                         | Sainte-Jamme-sur-Sarthe | Rue du Onze-Novembre |                                                           | 1923                                   | à géolocaliser                         | Image manquante                            |
| Poilu au repos (monument aux morts),                     | Copie d'après Étienne Camus          | Sceaux-sur-Huisne       | Sur la place de l'Église, derrière la mairie, à côté de l'église Saint-Germain                                                              |                                                           | À déterminer                           | 48° 06′ 18″ nord, 0° 34′ 59″ est       | Monument aux morts de Sceaux-sur-Huisne    |
| Monument aux morts,                                      | À déterminer                         | Sillé-le-Guillaume      | Sur la place de la République | La statue du poilu devant le monument a disparu[Quand ?]. | À déterminer                           | 48° 11′ 00″ nord, 0° 07′ 43″ ouest     | Monument aux morts de Sillé-le-Guillaume   |
| Monument aux morts de 1870-1871,                         | Antoine Mallet                       | Thorigné-sur-Dué        | Sur le rond-point de la Grande Rue (RD 52), la rue Saint-Michel (RD 34) et la RD 302 (rue de Connerré et rue Basse)                         |                                                           | 1897                                   | 48° 02′ 25″ nord, 0° 32′ 09″ est       | Monument aux morts de Thorigné-sur-Dué     |

### Monuments pour une bataille ou un évènement
| Œuvre                              | Auteur       | Commune                | Localisation                                                                                   | Notes | Installation | Coordonnées                      | Illustration                       |
| ---------------------------------- | ------------ | ---------------------- | ---------------------------------------------------------------------------------------------- | --- | ------------ | -------------------------------- | ---------------------------------- |
| Borne de la voie de la 2e DB       | À déterminer | Ancinnes               | Sur la place de l'Abbé-Dubois, au bord de la RD 19, devant l'église Saint-Pierre-et-Saint-Paul | | 2021         | 48° 22′ 04″ nord, 0° 10′ 39″ est | Image manquante                    |
| Borne de la voie de la 2e DB       | À déterminer | Coulombiers            | Au lieu-dit « le Chenil », au bord de la RD 310                                                | | 2019         | 48° 18′ 35″ nord, 0° 08′ 01″ est | Image manquante                    |
| Borne de la voie de la 2e DB       | À déterminer | Fresnay-sur-Sarthe     | Au bord de l'avenue de la Division-Leclerc (RD 338), à côté du rond-point                      | | 2019         | 48° 18′ 02″ nord, 0° 05′ 46″ est | Image manquante                    |
| Monument de la 2e division blindée | À déterminer | Fyé                    | Au bord de la RD 338                                                                           | Le médaillon représente Philippe Leclerc de Hauteclocque. Commémore les soldats de la 2e division blindée | 1948         | 48° 19′ 16″ nord, 0° 05′ 39″ est | Monument de la 2e division blindée |
| Borne de la voie de la 2e DB       | À déterminer | Juillé                 | À déterminer                                                                                   | | 2019         | à géolocaliser                   | Image manquante                    |
| Borne de la voie de la 2e DB       | À déterminer | Mézières-sur-Ponthouin | Au lieu-dit « la Lande », au bord de la RD 6, à côté du char Sherman M4A1                      | | À déterminer | 48° 10′ 58″ nord, 0° 18′ 09″ est | Image manquante                    |
| Borne de la voie de la 2e DB       | À déterminer | Saint-Marceau          | À déterminer                                                                                   | | 2015         | à géolocaliser                   | Borne de la voie de la 2e DB       |

### Fontaines
| Œuvre           | Auteur       | Commune            | Localisation                           | Notes                                  | Installation                           | Coordonnées                            | Illustration                           |
| --------------- | ------------ | ------------------ | -------------------------------------- | -------------------------------------- | -------------------------------------- | -------------------------------------- | -------------------------------------- |
| Fontaine Carnot | À déterminer | La Ferté-Bernard   | Sur la place Carnot                    | Classé MH (1989).                      | À déterminer                           | 48° 11′ 09″ nord, 0° 39′ 12″ est       | Fontaine Carnot                        |
|                 |              | Le Mans            | Voir la liste des œuvres d'art du Mans | Voir la liste des œuvres d'art du Mans | Voir la liste des œuvres d'art du Mans | Voir la liste des œuvres d'art du Mans | Voir la liste des œuvres d'art du Mans |
| Le Rhin         | Louis Derbré | Sablé-sur-Sarthe   | Sur la place Raphaël-Élizé             |                                        | 1987                                   | 47° 50′ 25″ nord, 0° 20′ 01″ ouest     | Le Rhin                                |
| Fontaine        | À déterminer | Sillé-le-Guillaume | Sur la place de la République          |                                        | À déterminer                           | 48° 10′ 59″ nord, 0° 07′ 45″ ouest     | Image manquante                        |

### Œuvres disparues ou retirées
| Œuvre                   | Auteur       | Commune              | Localisation                           | Notes | Installation                           | Coordonnées                            | Illustration                           |
| ----------------------- | ------------ | -------------------- | -------------------------------------- | --- | -------------------------------------- | -------------------------------------- | -------------------------------------- |
| Buste de Robert Garnier | À déterminer | La Ferté-Bernard     | À déterminer                           | Représentait Robert Garnier. Fondu sous le régime de Vichy, dans le cadre de la mobilisation des métaux non ferreux. | 1934                                   | à géolocaliser                         | Image manquante                        |
|                         |              | Le Mans              | Voir la liste des œuvres d'art du Mans | Voir la liste des œuvres d'art du Mans                                                                               | Voir la liste des œuvres d'art du Mans | Voir la liste des œuvres d'art du Mans | Voir la liste des œuvres d'art du Mans |
| Buste de Léo Delibes,   | À déterminer | Saint-Germain-du-Val | Sur la place de l'Église               | Représentait Léo Delibes. Fondu sous le régime de Vichy, dans le cadre de la mobilisation des métaux non ferreux.    | 1899                                   | à géolocaliser                         | Image manquante                        |